# 三重大学教育学部附属幼稚園
三重大学教育学部附属幼稚園（みえだいがくきょういくがくぶふぞくようちえん）は、三重県津市にある国立幼稚園。附属小学校・中学校・特別支援学校が隣接。

## 沿革
- 1929年4月：亀山町立幼稚園開園
- 1945年4月：国立に移管し三重師範学校女子部附属幼稚園となる。
- 1949年5月：三重大学三重師範学校附属幼稚園と改称
- 1951年4月1日：三重大学学芸学部附属幼稚園と改称
- 1953年3月31日：附属松阪小学校閉校
- 1966年4月1日：三重大学教育学部附属幼稚園と改称
- 1967年4月1日：亀山市東丸町より移転
- 2004年4月1日：国立大学法人三重大学教育学部附属幼稚園に改称

## 所在地
- 三重県津市観音寺町523